# Гякова, Нора
Нора Гякова (алб. Nora Gjakova; род. 17 августа 1992, Печ) — косовская дзюдоистка, олимпийская чемпионка 2020 года, чемпионка и призёр чемпионатов Европы, призёр Европейских игр и чемпионата мира.

## Биография
Родилась в 1992 году. Трёхкратная бронзовая призёрка Европы (2015, 2016, 2017).
21 апреля 2016, она завоевала бронзовую медаль на Чемпионате Европы по дзюдо в Казани.
В апреле 2021 года на чемпионате Европы, который проходил в португальском Лиссабоне, Нора завоевала бронзовую медаль, в последнем поединке одолев грузинскую спортсменку Этери Липартелиани.
На чемпионате мира 2021 года, который проходил в Венгрии в Будапеште, в июне, Нора завоевала бронзовую медаль в весовой категории до 57 кг, победив в схватке за третье место сербскую спортсменку Марику Перишич.
Младший брат Акил Гякова — косовский дзюдоист, чемпион Европы.